# 天主教吉拉廷加教区
天主教吉拉廷加教區 （拉丁語：Dioecesis Guiratingensis），是巴西一個已經撤銷的天主教教區，位於馬托格羅索州東部，屬庫亞巴總教區。
阿拉瓜亞的雷日斯特魯自治監督區成立於1914年5月12日，1969年5月27日教座遷移至吉拉廷加並易名。1981年10月3日升為教區。2014年6月25日與龍多諾波利斯教區合併，組成龍多諾波利斯-吉拉廷加教區。部份堂區劃歸巴拉-杜加沙斯和東普里馬韋拉-巴拉納廷加兩個教區。
2006年有教友102,000人，佔總人口66.3%。有十三個堂區、司鐸十八人。最後一任教區主教為德雷克‧若望‧基道‧伯恩。